# Andrés Denegri

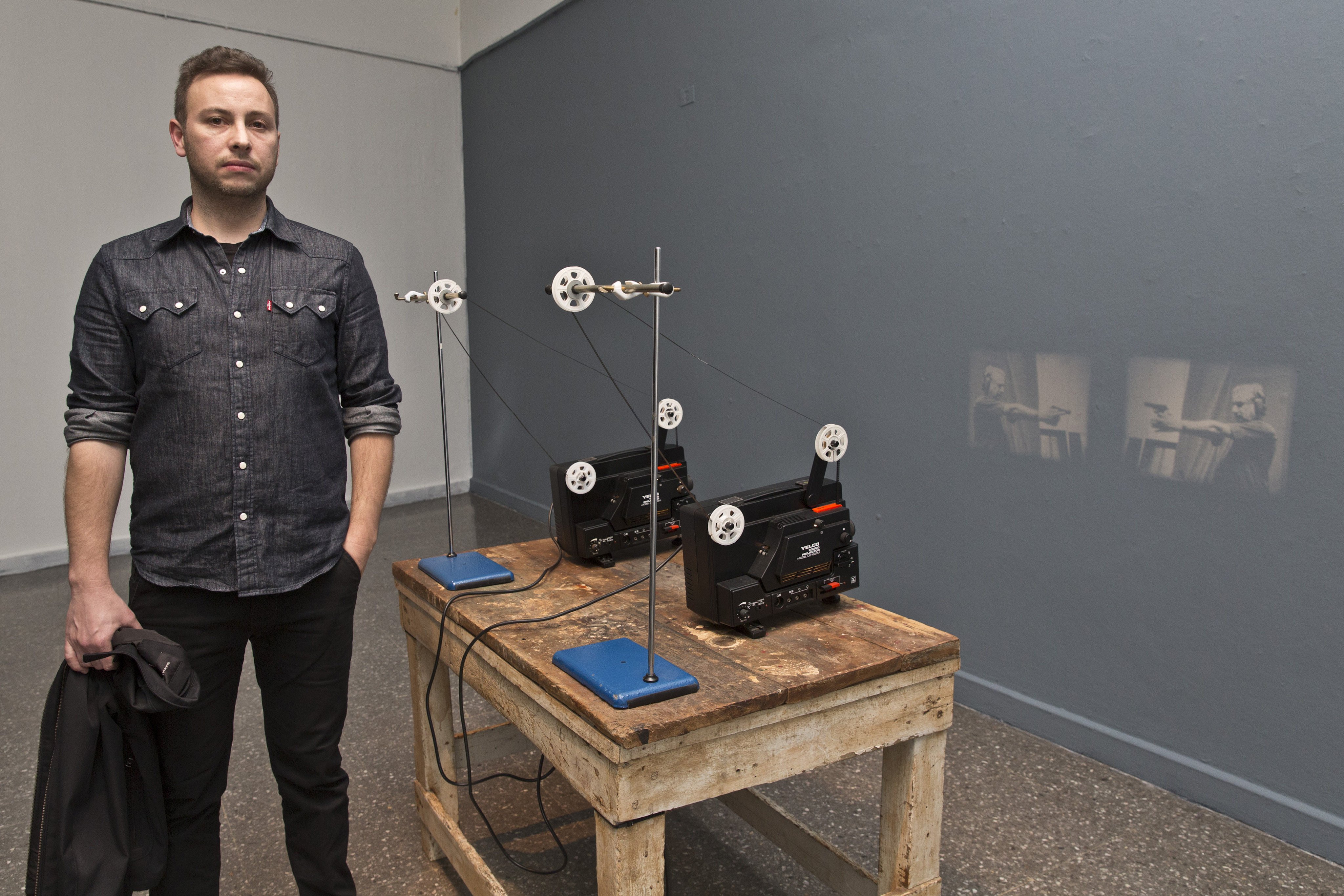
Andrés Denegri en la inauguración del 104° Salón Nacional de Artes Visuales

Andrés Denegri (Buenos Aires, 1975) es un artista y curador argentino que ha desarrollado la mayor parte de su producción artística en el área del video y cine experimental monocanal y de las instalaciones audiovisuales. Sus obras han recibido diferentes premios, entre ellos el GOLDEN IMPAKT AWARD, el Primer Premio del 25 FPS Internacionalni Festival Eksperimentalnog Filoma i Videa, el Premio Juan Downey, y el Gran Premio MAMbA/Fundación Telefónica 2009/2010 a las Artes y Nuevas Tecnologías, entre otros.